# Василь (Тучапець)
Васи́ль Ту́чапець ЧСВВ (світське ім'я Володимир Васильович Тучапець; нар. 29 вересня 1967, Яворів, Львівська область) — єпископ Української греко-католицької церкви, екзарх Харківський, василіянин.

## Біографічні відомості
Народився майбутній владика Василь 29 вересня 1967 року в місті Яворів Львівської області в родині Василя Тучапця та Катерини Дацко та отримав при народженні ім'я Володимир.
Навчався: Яворівська середня школа (1974–1982); Івано-Франківське СПТУ-14 (1982–1986); підготовчий відділ і перший курс Львівського політехнічного інституту (факультет архітектури) (1988–1990).
10 листопада 1986 р. вступив до Василіянського Чину.
У 1986–1988 роках проходив військову службу в лавах Радянської армії.
12 березня 1989 року прийняв чернечий одяг у Василіянському Чині. Новіціат продовжив у Гошівському монастирі з серпня 1990 р., а згодом у Крехівському монастирі під проводом о. Теодозія Янківа. Перші тимчасові чернечі обіти склав 6 жовтня 1991 року в Крехові, а довічні — 29 грудня 1996 в Жовкві. При постригу в чернецтво отримав ім'я Василь.
У 1991–1997 рр. навчався на Папському богословському факультеті (секція св. Івана Хрестителя) у Варшаві, який закінчив зі ступенем магістра богослов'я. У 1998 р. на тому ж факультеті захистив ліценціатську працю з патрології на тему «Навчання Григорія Палами про безперервну молитву». Також навчався на курсах духовної формації в Кракові у отців Сальваторіан (2001–2002).
Дияконські свячення отримав 5 січня 1997 р. в Івано-Франківську з рук єпископа Софрона Дмитерка, ЧСВВ. 12 липня 1997 р. в Івано-Франківському катедральному храмі єпископ Софрон Дмитерко рукоположив ієродиякона Василя Тучапця в пресвітерський чин.
Виконував обов'язки: настоятеля Золочівського монастиря й пароха (1998–2000), ігумена і пароха в Крехові (2000–2002), пароха в Жовкві (2002–2005). Викладав аскетику у Василіянському інституті філософсько-богословських студій у Золочеві (1998–2000) та в Харківській колегії УАПЦ (2006–2009). У 2005–2014 роках був настоятелем монастиря св. Василія Великого в Києві. Виконував також обов'язки економа монастиря, сотрудника парафії й реколектанта.
У 2012–2014 роках був Провінційним вікарієм Провінції отців Василіян Найсвятішого Спасителя в Україні.
2 квітня 2014 року призначений першим екзархом новоствореного Харківського екзархату УГКЦ, титулярним єпископом Центуріонеса.
Архієрейська хіротонія відбулася 21 травня 2014 року в Патріаршому соборі Воскресіння Христового в Києві. Головним святителем був Глава УГКЦ Блаженніший Святослав Шевчук, а співсвятителями — єпископи Василій Медвіт та Степан Меньок.
Урочисте входження на уряд Харківського екзарха відбулося в храмі святого Миколая УГКЦ у Харкові 1 червня 2014 року.